# Arsès
Pour les articles homonymes, voir Artaxerxès et Arses.
Arsès ou Artaxerxès IV (en perse Artaxšacā, Aršaka ou Aršāma, également Arxès ou Oarsès), est un souverain de la dynastie perse achéménide de 338 à 336 av. J.-C. Manéthon l’appelle Arsês et on lui compte trois ans de règne (selon Sextus Julius Africanus). Il est le plus jeune fils d'Artaxerxès III Ochos et de la reine Atossa. Il n'est connu dans les sources grecques que sous le nom d'Arsès, ce qui semble être son vrai nom, mais des documents retrouvés à Samarie signalent qu'il avait pris le nom royal d'Artaxerxès IV.

## Biographie
Il est porté sur le trône par l'eunuque Bagoas, le puissant ministre (ou général) de Perse, après la mort de son père et la plupart des membres de sa famille qui, selon l'ouvrage grec de Diodore de Sicile, furent assassinés par Bagoas, empoisonnés avec l'aide d'un médecin lorsque le vizir tomba en disgrâce auprès du roi,. Cette version, donnée par un historien étranger plusieurs siècles après sa mort, historien appartenant de surcroit à un peuple ennemi, n'est cependant pas forcément exacte. En effet, une tablette cunéiforme conservée au British Museum suggère que le roi est mort de causes naturelles. De même, si un crime a vraiment eut lieu, il y n'est pas non plus prouvé aujourd'hui qu'Arsès, dont on ne connait pas l'âge exact au moment des faits, n'ait rien à voir dans ces meurtres. Diodore écrit que Bagoas, qui cherchait à garder sa fonction, remplaça Artaxerxès III par son fils car il le pensait plus facile à contrôler.
Arsès et Bogoas n’ont pas un contrôle total de l'Égypte, un indigène, Khababash s’étant fait reconnaître comme pharaon en Haute-Égypte. Celui-ci est soutenu par une grande partie du peuple opprimé du pays, mais il n'a jamais été semble-t-il au-delà de son propre nome.
Pendant son court règne (deux ans à peine) débutent les hostilités sur les frontières occidentales avec la Macédoine de Philippe II qui envoie un corps expéditionnaire en Anatolie.
Arsès voit en Bagoas une menace pour son règne. Finalement, mécontent de cet état de chose et peut-être influencé par les nobles de la cour royale, qui généralement méprisent Bagoas, Arsès planifie le meurtre de Bagoas. Mais le ministre, qui a eu vent de l'attentat, prend les devants et réussit à empoisonner Arsès en -336. Il porte ensuite sur le trône un cousin d'Arsès qu'il pensait aisément manipulable, Darius III Codoman  dont il se rendit compte rapidement qu'il ne serait pas plus souple qu'Arsès. Darius, sachant le sort de ses deux prédécesseurs, aurait obligé Bagoas à boire le poison que celui-ci lui destinait. Il est cependant important de noter que la propagande macédonienne, destinée à légitimer les conquêtes d'Alexandre le Grand quelques années plus tard, accusait Darius III d'avoir joué un rôle clé dans le meurtre d'Arsès, présenté comme le dernier roi de la maison royale achéménide. Si cette propagande est, par sa nature même, à regarder avec prudence, elle n'en demeure pas moins presque contemporaine des faits et tout à fait plausible.
Il n'y a pas de titulature égyptienne concernant Arsès.